# Albert Forster

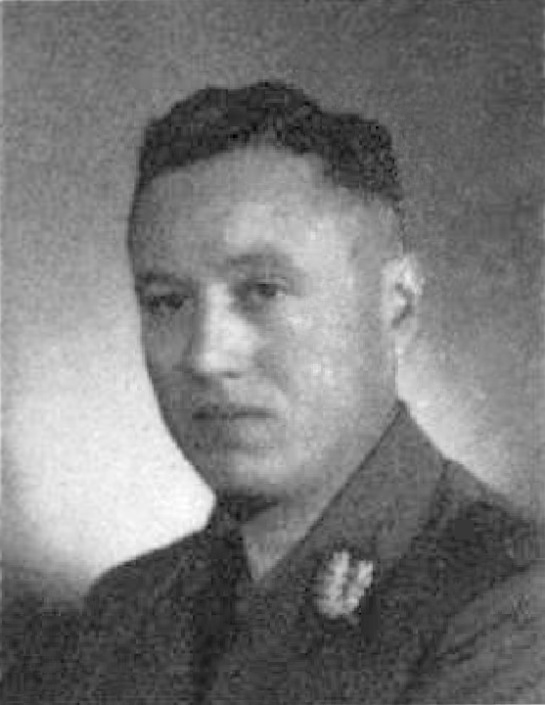
Albert Forster, Porträtfoto aus dem Reichstags-Handbuch 1938

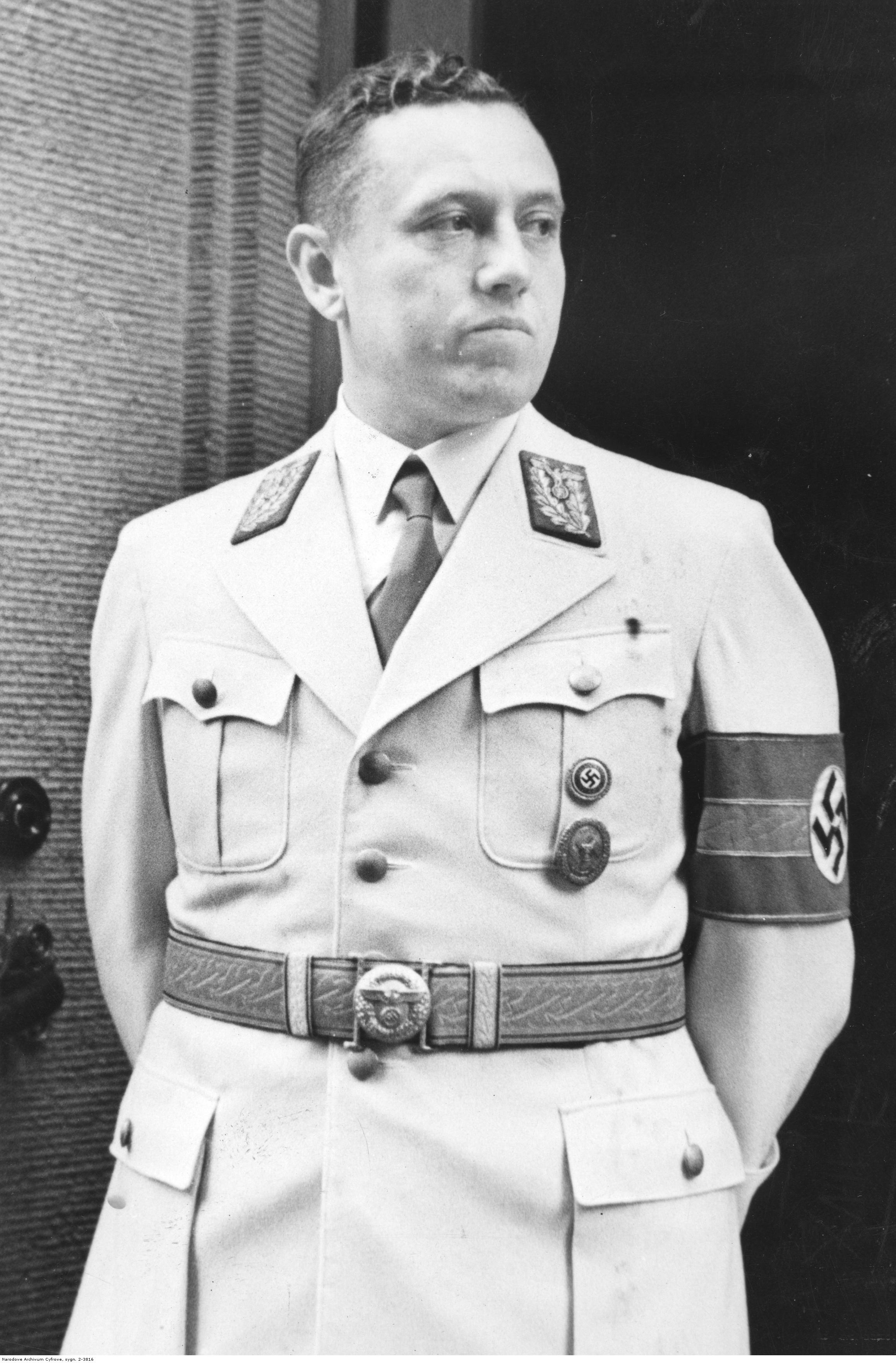
Albert Forster um 1939/1940

Albert Maria Forster (* 26. Juli 1902 in Fürth; † 28. Februar 1952 in Warschau) war ein deutscher Politiker und Kriegsverbrecher. Von 1930 bis 1945 war er Gauleiter der NSDAP in Danzig und ab 1939 dortiger Reichsstatthalter.

## Leben

### Herkunft, Ausbildung und Berufstätigkeit
Albert Forster war das jüngste von sechs Kindern. Sein aus Ingolstadt stammender Vater war Gefängnisoberverwalter in Fürth, weswegen er im heute nicht mehr bestehenden Stadtgefängnis Katharinenstraße 11 geboren wurde, wo sich die Dienstwohnung befand. Forster besuchte von 1908 bis 1912 die dortige Volksschule, wechselte dann auf das Fürther Humanistische Gymnasium, das er 1920 mit der mittleren Reife verließ. Bis 1922 ging er in eine kaufmännische Lehre. Anschließend arbeitete er als Bankkaufmann beim Fürther Bankhaus Brückner.

### Frühe politische Betätigung
Am 7. November 1923 trat Forster in die NSDAP und die SA ein. Am 30. Juni 1924 wurde er „wegen politischer Betätigung“ vom Bankhaus Brückner entlassen. Anschließend betätigte er sich als Zeitschriftenwerber für die antisemitische Wochenzeitung Der Stürmer, mit dessen Herausgeber Julius Streicher er sich anfreundete. Vom 1. August 1924 bis zum 16. Februar 1925 war er der Fürther Vorsitzende der Großdeutschen Volksgemeinschaft, einer Ersatzorganisation der zeitweise verbotenen NSDAP. Nach Wiederzulassung der NSDAP war er ab 26. Februar 1925 Ortsgruppenleiter für Fürth. Im selben Monat lernte Forster Hitler in München kennen. Zum 5. April 1925 trat er regulär der NSDAP (Mitgliedsnummer 1.924) und bereits am 12. Juni 1926 der SS bei (SS-Nummer 158). Bis 1927 war er Führer der von ihm gegründeten SS-Gruppe Nürnberg-Fürth. Forster wird als rhetorisch begabt geschildert, schon 1925 trat er als hauptamtlicher Redner für die NSDAP auf. Ab 1928 war er Bezirksführer der NSDAP im Bezirk Mittelfranken.
Ab dem 22. Februar 1928 arbeitete Forster in der Nürnberger Zahlstelle des Deutschnationalen Handlungsgehilfen-Verbandes (DHV). Im Dezember 1929 wurde er nach Hamburg versetzt und wurde im April 1930 Kreisgeschäftsführer des DHV im Bezirk Unterelbe.

### Gauleiter von Danzig und Reichstagsabgeordneter
Am 14. September 1930 wurde Albert Forster für den Wahlkreis Franken in den Reichstag gewählt. Von 1930 bis 1933 war er Referent für Arbeitsdienst- und Angestelltenfragen der NSDAP-Fraktion und gehörte dem Auswärtigen Ausschuss des Reichstags an. Forster war bis Kriegsende Mitglied des Reichstages, der in der Zeit des Nationalsozialismus bedeutungslos war.
Am 15. Oktober 1930 wurde Forster zum Gauleiter des Gaues Danzig bestimmt. Danzig lag damals als Freie Stadt außerhalb des Deutschen Reiches. In Danzig gründete er am 1. November 1930 die Parteizeitung Danziger Beobachter, deren Herausgeber er auch wurde. Die Zeitung wurde später in Der Vorposten, ab 1. Juni 1933 in Der Danziger Vorposten umbenannt. Als Forsters Biograf wurde Wilhelm Löbsack bekannt.
Nach der Machtergreifung Hitlers wurde Forster am 10. Mai 1933 zum Leiter der Fachschaft der Handlungsgehilfen und zum Führer des Gesamtverbandes der Deutschen Angestellten in der Deutschen Arbeitsfront (DAF) ernannt. Zudem wurde er Mitglied des Großen und Kleinen Konvents der DAF. Am 11. Juli 1933 wurde er in den Preußischen Staatsrat berufen und Mitglied des Reichstages. Ab 1. September 1935 war Forster Mitglied der Reichsarbeitskammer.
Am 9. Mai 1934 heiratete Forster, mittlerweile gleichermaßen Ehrenbürger von Fürth und Danzig, Gertrud Deetz. Ort der Trauung war die Berliner Reichskanzlei, Hitler und sein Stellvertreter Rudolf Heß fungierten als Trauzeugen und nahmen an den Hochzeitsfeierlichkeiten teil.
1935 verfasste Forster einen Bericht unter der Überschrift „Wie ich Hitler erlebte“, in dem er sich selbst ab 1923 als glühenden Hitler-Verehrer beschrieb.
In Danzig führte Forster einen innerparteilichen Konkurrenzkampf gegen Arthur Greiser, der als Senatspräsident Regierungschef der Freien Stadt war. Am 23. August 1939 wurde Forster zum Staatsführer der Freien Stadt Danzig gewählt und war damit für wenige Tage formelles Staatsoberhaupt: Denn am 1. September 1939, zeitgleich zum deutschen Überfall auf Polen, verfügte er ein „Gesetz der Wiedervereinigung Danzigs mit dem Großdeutschen Reich“, womit die Position eines Danziger Staatsoberhaupts abgeschafft wurde. Der Anschluss Danzigs an das Deutsche Reich wurde am selben Tage in der Reichstagssitzung unmittelbar nach Hitlers Rede durch Reichsgesetz vollzogen. Diese Annexion war ein Bruch des Versailler Vertrags und als solcher 1946 expliziter Anklagepunkt in den Nürnberger Kriegsverbrecherprozessen.

### Im Zweiten Weltkrieg
Am 19. September 1939 begrüßte Forster als gastgebender Gauleiter im Artushof Hitler im „befreiten“ Danzig. Schon seit Monatsanfang war er Chef der Zivilverwaltung für das Gebiet Danzig, ab 8. September für den Militärbezirk Danzig-Westpreußen. Am 26. Oktober 1939 übernahm er den neugeschaffenen Reichsgau Danzig-Westpreußen als NSDAP-Gauleiter und Reichsstatthalter und den Wehrkreis XX (Danzig) als Reichsverteidigungskommissar. Im Verlauf des Krieges wurden Forster weitere Ämter im Gau übertragen: Am 15. November 1940 wurde er Gauwohnungskommissar als regionaler Vertreter des Reichswohnungskommissars Robert Ley, am 16. Mai 1941 Beauftragter für die städtebaulichen Maßnahmen in Danzig und am 6. April 1942 Beauftragter des Generalbevollmächtigten für den Arbeitseinsatz, Fritz Sauckel.
Als SS-Ehrenführer wurde Forster stetig befördert: So am 15. März 1933 zum SS-Oberführer, am 15. September 1933 zum SS-Brigadeführer, am 27. Januar 1934 zum SS-Gruppenführer und schließlich am 31. Dezember 1941 zum SS-Obergruppenführer. Forsters Verhältnis zu Himmler blieb jedoch gespannt: „Wenn ich wie Himmler aussähe, würde ich von Rasse nicht reden“, soll Forster im Kreis von Vertrauten geäußert haben. Himmler, dem dieses Zitat zugetragen wurde, ernannte nicht Forster, sondern den Höheren SS- und Polizeiführer (HSSPF) Richard Hildebrandt zu seinem regionalen Beauftragten als Reichskommissar für die Festigung deutschen Volkstums (RKFDV). Zwischen Hildebrandt und Forster kam es zu scharfen Machtkämpfen, ehe Hildebrandt im April 1943 abberufen wurde.
Hauptstreitpunkt zwischen Forster und der SS war die so genannte Volkstumspolitik gegenüber der polnischen und kaschubischen Bevölkerung, insbesondere im vormaligen polnischen Korridor. Forster, der den Ehrgeiz hatte, als erster Gauleiter gegenüber Hitler seinen Gau nicht nur „judenfrei“, sondern auch „polenfrei“ melden zu können, griff dabei zu unterschiedlichen Methoden:
- Nach späteren Feststellungen der Zentralen Stelle der Landesjustizverwaltungen in Ludwigsburg kamen in Forsters Gau während des Zweiten Weltkriegs zwischen 52.794 und 60.750 Personen durch nationalsozialistische Gewaltverbrechen ums Leben (Massaker von Piaśnica). Fast alle Opfer wurden bei Aktionen zur Vernichtung der polnischen Intelligenz in den ersten Monaten nach dem deutschen Einmarsch ermordet.[5] Maßgeblich beteiligt an den Massenmorden war die SS-Heimwehr Danzig, insbesondere der SS-Wachsturmbann Eimann.
- Andere Menschen wurden in das Generalgouvernement vertrieben oder in das KZ Stutthof deportiert.
- Entgegen Himmlers Richtlinien als RKFDV versuchte er, 700.000 Menschen polnischer Abstammung auf Widerruf „eindeutschen“ zu lassen.[4][6]

Im Juni 1942 wurde Forster von Joseph Goebbels als Nachfolger des erkrankten Gauleiters von München, Adolf Wagner, vorgeschlagen. Er konnte sich jedoch nicht gegen Paul Giesler durchsetzen.
Gegen Ende des Zweiten Weltkriegs wurde Forster am 25. September 1944 zum Organisator und Führer des Deutschen Volkssturms in seinem Gau ernannt. Nach der Eroberung Westpreußens durch die Rote Armee suchte Forster am 19. oder 23. März 1945 Hitler im Führerbunker der Reichskanzlei in Berlin auf, da sich seiner Meinung nach die Stadt gegen die sowjetische Übermacht nicht mehr verteidigen ließ. Forster ließ sich von Hitler vom Gegenteil überzeugen: „Er hat mir erklärt, daß er Danzig retten wird, und da gibt’s nichts mehr zu zweifeln.“ Forster kehrte nach Danzig zurück, flüchtete jedoch wenige Tage später mit den Resten seines Stabes auf die Halbinsel Hela. Am 4. Mai 1945 setzte er sich mit dem Dampfer Zoppot nach Grömitz an der Lübecker Bucht ab.

### Prozess und Hinrichtung in Polen
Am 27. Mai 1945 wurde Albert Forster von der britischen Besatzungsmacht in Hamburg verhaftet und zuerst im ehemaligen Stalag XI B im Internierungslager Fallingbostel, dann in Neuengamme interniert. Am 12. August 1946 überstellte ihn die britische Militärregierung auf Grund eines Auslieferungsverfahrens an die polnischen Behörden. Am 25. August 1946 wurde gegen ihn Haftbefehl wegen Massenmordes erlassen. Zunächst in Warschau in Haft, wurde er am 14. September 1946 in das Gefängnis von Danzig überführt. In seinem Prozess, der vom 5. bis zum 29. April 1948 in Danzig stattfand, wurden Forster unter anderem „Massenmorde an Personen aus den Reihen der polnischen Intelligenz und jüdischer Abstammung, Verfolgung und Misshandlung der polnischen Bevölkerung, Aneignung von polnischem öffentlichen und privaten Vermögen“ nachgewiesen. Am 29. April 1948 wurde Forster vom Obersten Polnischen Nationalen Gerichtshof zum Tod durch den Strang verurteilt. Nach Gnadengesuchen Forsters an das Gericht, an den polnischen Staatspräsidenten und Persönlichkeiten in Westeuropa wurde die Hinrichtung zunächst aufgeschoben. Am 28. Februar 1952 wurde Forster von Danzig nach Warschau gebracht und dort am selben Tag im Hof des Zentralgefängnisses hingerichtet. Forsters Frau, die zuletzt 1949 von ihrem Mann gehört hatte, wurde erst 1954 die Hinrichtung mitgeteilt.